# 佐竹義宣 (右京大夫)

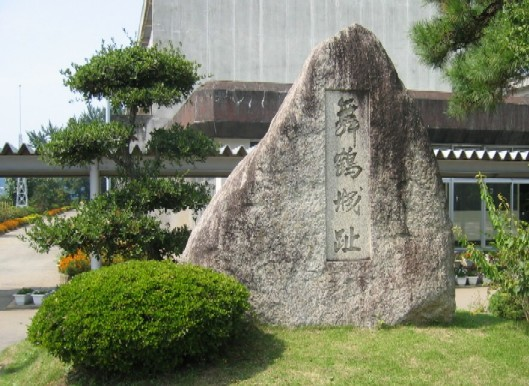
太田城址

佐竹 義宣（さたけ よしのぶ）は、戦国時代から江戸時代前期にかけての武将、大名。佐竹氏の19代当主。
出羽国久保田藩（秋田藩）初代藩主。佐竹義重の長男。母は伊達晴宗の娘。伊達政宗は母方の従兄にあたる。官位は従四位上・左近衛中将、右京大夫。

## 生涯

### 幼少期
元亀元年（1570年）7月16日、佐竹義重の長男として常陸国太田城に生まれた。義宣が誕生した頃、父の義重は那須氏を攻めていたが、元亀3年（1572年）に那須氏と和睦した。この和睦は那須氏当主・那須資胤の娘を義宣の妻に迎えること等が条件となっていた。当時、義宣は3歳であった。
天正13年（1585年）4月、佐竹氏が宇都宮氏と共に壬生氏を攻めた際に初陣を行ったと伝えられているが、当時の壬生氏は佐竹氏の傘下で、同年の暮れに北条氏に寝返っていることから、実際の戦いは翌年である天正14年（1586年）4月のことで、義宣の初陣もこの時と考えられている。

### 家督相続と小田原征伐
天正14年（1586年）から天正18年（1590年）の間、義宣は父・義重の隠居によって家督を相続した。
このころの佐竹氏は、天正12年（1584年）に後北条氏と和議を結んで南方を抑えていたが、北方では伊達政宗に黒川城（弟・蘆名義広が城主となっていた）を陥落させられ、南奥州の基盤を失う事態に陥っていた。
佐竹氏は伊達氏と対立する傍ら豊臣秀吉と音信を通じ、石田三成及び上杉景勝と親交を結んでいた。
こうした危機的な状況下において義宣は天正17年（1589年）11月28日、秀吉から小田原征伐への出陣命令を受けた。しかし、義宣は南郷において政宗と対峙している最中であったため、直ちに命令に従うことはできなかった。
義宣は秀吉自らが京を出立したという知らせを受けて宇都宮国綱に対応を相談した上で、天正18年（1590年）5月に宇都宮国綱らを含めた1万余の軍勢を率いて小田原へ向かった。義宣は北条方の城を落としつつ小田原へ進軍し天正18年（1590年）5月27日、秀吉に謁見して臣下の礼をとった。
秀吉のもとに参陣した義宣は天正18年（1590年）6月に三成の指揮下、忍城を攻めた。義宣は忍城水攻めの際の堤防構築に従事した。

### 常陸の掌握
小田原の役後、義宣はかねて政宗と争奪戦を繰り広げていた南奥羽（滑津、赤館及び南郷）について秀吉から知行として認められ、奥州仕置の後、本領である常陸国（結城氏領を除く）及び下野国の一部、計21万貫余（35万石余）を知行として安堵する旨の朱印状を与えられた。
天正18年（1590年）8月1日に秀吉から安堵された常陸及び下野の一部の領地21万6,758貫文（25万5,800石）は、下記の通り宛知行された。
- 11万石　佐竹義宣
- 1万石　佐竹義重
- 1万石　佐竹義久
- 12万8,800石　与力家来分

佐竹氏と与力家来分の比率は50.2対49.8となっており、領主権力としては貧弱であった。これらの領地や家来には、秀吉に服従せずに独立を認められなかった勢力が佐竹氏の配下として編入された分が含まれ、家臣化は不十分であった。以後、義宣は秀吉の権威を背景に江戸氏・常陸南部に割拠する平将門の乱以来の大掾氏配下の国人たち（いわゆる南方三十三館、主として鹿行両郡の塚原氏・行方氏・卜部氏・麻生氏・鹿島氏など万石未満の土豪）を討伐するなど領主権力の強化を進めることとなる。
これにより、佐竹氏は徳川氏や前田氏、島津氏、毛利氏、上杉氏と並んで豊臣政権の六大将と呼ばれたという。
また義宣は天正18年（1590年）12月23日、秀吉の執奏によって従四位下の位を賜り、侍従・右京大夫に補任され、天正19年（1591年）1月2日には、秀吉から羽柴姓を与えられた。
義宣は朱印状による所領安堵の直後から常陸国全域に支配を及ぼすことを企図し、まずは居城を太田城から水戸城へ移すこととした。当時の水戸城主は、小田原征伐の際に参陣しなかった江戸重通であった。義宣は上洛中であったので、水戸城攻略は父・義重が行い、天正18年（1590年）12月20日、水戸城を攻め落とし、同月22日には、府中（後の石岡市）に拠る大掾清幹を攻めて大掾氏を滅亡させた。
天正19年（1591年）2月9日、京から帰った義宣は鹿島郡及び行方郡に散在していた「南方三十三館」の国人衆で、まだ生き残っていた勢力を謀殺して、常陸国全域の支配権確立に成功した。
天正19年（1591年）3月21日、義宣は水戸城に移り、佐竹義久に水戸城の整備拡張を命じた。水戸城に本拠を移した直後の6月、豊臣政権は義宣に奥州出兵2万5,000人という非常に重い軍役を命じ、この動員は10月まで約4か月間続いた。

### 唐入りと所領安堵
天正19年（1591年）9月16日、秀吉が唐入りのため各国大名に出兵を命じ、義宣も、5,000人の出兵を命じられた。この軍役は文禄元年（1592年）1月から翌文禄2年（1593年）閏9月まで約21か月間続き、当初の5,000人の軍役は途中で3,000人に軽んぜられ、「御軍役役弐千八百六十九人」と名護屋陣中より報告された。
義宣は、文禄元年（1592年）1月10日、水戸を出発し、同年4月21日、名護屋城に到着した。文禄2年（1593年）5月23日、義宣は朝鮮へ渡るよう命じられ、6月13日、先陣の佐竹義久が1,440人を率いて名護屋を出航した。しかし7月7日、義宣に対して渡海を見合わせるよう連絡があったので義宣が朝鮮に渡ることはなかった。
唐入り後、義宣は唐入りに際して整備した軍役体制を活用して水戸城の普請を進め、文禄3年（1593年）、普請は一応の完成を見た。
文禄3年（1594年）1月19日、義宣は秀吉から伏見城の普請を命じられ、伏見城竣工後、伏見城下に屋敷を与えられた。この伏見城普請は3,000人役にて約10ヶ月間続いた。
文禄4年（1595年）6月19日、折からの太閤検地によって諸大名の石高が確定されたことを受け、義宣は54万石を安堵する旨の朱印状を秀吉から受領した。これを受け、義宣は文禄4年（1595年）7月16日以降、家中の知行割りを一斉に転換し、領主と領民との伝統的な主従関係を断絶させて佐竹宗家の統率力を強化した。文禄3年（1594年）に実施された太閤検地の結果、翌文禄4年に佐竹氏領国に54万5,765石という新たな石高が設定され、下記の知行割がなされた。
- 25万石　佐竹義宣
- 5万石　佐竹義重
- 6万石　佐竹義久
- 16万8,800石　与力家来分
- 1万石　豊臣蔵入分
- 1,000石　代官分（佐竹義久）
- 3,000石　石田三成分
- 3,000石　増田長盛分

この結果、佐竹氏と与力家来分の比率は66対33となって領主権力が大幅に強化された一方、一門の佐竹義久が豊臣政権寄りの特殊な地位に立たされたり、豊臣蔵入地の設置により金山が掌握されるなど豊臣政権の統制も強化された。

### 三成を救う
慶長2年（1597年）10月、佐竹氏の与力大名であり義宣の従兄弟でもある宇都宮国綱が改易された。これに伴い、佐竹氏も何らかの処分を受ける可能性があったが、従前から親交があった石田三成の取りなしによって処分を免れた。10月7日の義宣から父・義重に宛てた書状では、佐竹氏にも改易命令が出されたが三成の取りなしによって免れたことや、「上洛して一刻も早く秀吉に挨拶すべきだが、宇都宮氏改易を主導した浅野長政の検使が宇都宮領の調査に向かっているので、それに覚られないように密かに上洛するように」という三成から指示を受けたことが書かれている。
慶長4年（1599年）閏3月3日、前田利家が死去したことを契機として、加藤清正、福島正則、加藤嘉明、浅野幸長、黒田長政、細川忠興、池田輝政は三成の屋敷を襲撃した。この知らせを受けた義宣は三成を女輿に乗せて脱出させ、宇喜多秀家の屋敷に逃れさせた。
この一連の動きについて、義宣の茶の湯の師匠でもあった古田重然（古田織部）は徳川家康に釈明するよう勧めた。これに対し義宣は「三成は公命に背いたこともないのに、加藤清正らは三成を討とうとした。自分はかつて三成に恩を受けたから、三成の危急を見て命にかけて救っただけである。このことを家康に謝罪すべきというなら、御辺よきにはかられよ」と応えた。これを受けて、重然は忠興に取りなしを依頼した。家康は忠興からこの話を聞き、「義宣身命にかけて旧恩に報いたのは、義と言うべきである。異存はない」と答えた。
しかし、実際に義宣が三成の窮地を救ったことを裏付ける一次史料は存在しない。

### 関ヶ原の戦いへの対応
慶長5年（1600年）5月3日、家康は会津征伐のため東国の諸大名を京都に招集した。義宣もこれに応じ同年5月中旬、京都に到着した。同年6月6日、招集された諸大名の進撃路が発表され、義宣は仙道口を任されることとなり水戸へ帰った。
慶長5年（1600年）7月24日、小山に到着した家康は水戸にいた義宣に使者を派遣し、景勝の討伐を改めて命じた。この際、家康の使者は人質を上洛させるよう要求したが、義宣は会津征伐は豊臣秀頼に代わって実施されるものであり、自身は秀頼に逆らう意志はないから新たな人質を出す必要はないとしてこの要求を断った。家康は、佐竹氏に預けられていた花房道兼を呼び出して、義宣の動向を確認した。
この時期の佐竹氏の動向は家中で意見が分かれており、東軍につくとも西軍につくともいえないものであった。
義宣は慶長5年（1600年）7月19日ころ、景勝との間で上杉方に与する旨の密約を交わしたようであり、自軍の赤館以北への進軍を差し止めた。しかし義宣自身は密約は交わしたものの、佐竹氏内部に積極的に石田方に付こうとする空気が醸成されておらず、義宣は内部の意志統一がなされていない状態で密約を交わしてしまったとも指摘されている。
8月25日、義宣は突如として水戸城へ引き上げた。義宣は家康に対し重臣・小貫頼久を使者として派遣し、水戸城へ帰った理由を釈明させた。また佐竹家中における東軍徳川方への加担を訴える主張（特に父・義重は、東軍への加担を強く主張した）に抗し切れなかった義宣は上田城に拠る真田昌幸を攻撃していた徳川秀忠への援軍として、義久に率いさせた300騎を送った。しかし、義宣自身は積極的に徳川家康に味方はしなかった。
関ヶ原の戦いが東軍の勝利に終わると、父・義重はただちに家康に戦勝を祝賀する使者を送り、さらに上洛して家康に不戦を謝罪した。これに対する秀忠からの礼状は届いたが、家康からの礼状があったか否かは不明である。しかし、義宣は居城である水戸城を動かずそのまま2年が経過した。上杉氏、島津氏の処分も決定し、処分が済んでいないのは義宣のみとなった。義宣はその上、謝罪すら行っていなかったが、それでも義宣は動かなかった。だが、義重の説得により1602年4月に上洛し、ようやく家康に謝罪した。
この時、義宣は家康に陳謝すべく伏見へ向かう途中、相模国で会った秀忠に対して陳謝し、伏見に到着した後、家康に対し謝罪及び家名存続の懇願をした。
『徳川実紀』によれば、家康は義宣のことを「今の世に佐竹義宣ほどの律儀な者はみたことがない」「しかし、あまり律儀すぎても困る」と評したとされるが、これは会津征伐における義宣の態度を念頭に置いたものである。

### 秋田への転封
慶長7年（1602年）3月、義宣は大阪城の秀頼と家康に謁見した。その直後の同年5月8日、義宣は家康から国替えの命令を受けた。しかし転封先は明らかにされず、従って転封後の石高も不明だった。そこで義宣は家老の和田昭為に宛てた書状の中で、譜代の家臣にも従前のような扶持を与えることはできないであろうことや、50石または100石取りの給人については転封先に連れて行かないことなどを述べている。
5月17日、転封先が出羽国秋田郡に決定した。54万石から20万石への減転封であった。ただし、佐竹氏の正式な石高が決定されたのは二代藩主・佐竹義隆の代になってからである。
佐竹氏の処遇決定が他の大名家と比較して大幅に遅れた理由については諸説あり、この時期になって初めて上杉氏との密約が発覚したとする説や、島津氏に対する処分を先行させることで島津氏の反乱を抑える狙いがあったとする説がある。また佐竹氏が減転封された理由としては、無傷の大兵力を温存していた佐竹氏を江戸から遠ざける狙いがあったとする説がある。

### 秋田転封後の支配体制確立
義宣は慶長7年（1602年）9月17日、秋田の土崎湊城に入城した。義宣は角館城、横手城及び大館城等を拠点として内政を行い、仙北地方で起こった一揆を平定して領内の安定を図った。後に土崎湊城は廃されることとなり、慶長8年（1603年）5月から築城が始まった久保田城を本城とすることになった。父・義重は横手城を本城にすべきと主張したが、義宣は久保田城を本城にすべきと主張しそのように決定したのである。
義宣は家柄や旧例にとらわれず、渋江政光、梅津憲忠、梅津政景及び須田盛秀といった旧家臣及び関東・奥州の旧大名の遺臣達を能力本位で登用し、積極的に開墾を進めて家中の建て直しに尽くした。これにより、江戸中期の久保田藩の実高は45万石にも上った。しかし浪人あがりで若手の渋江政光らを重用することが譜代の老臣の反感を買い、家老の川井忠遠らによる義宣・政光の暗殺謀議も起こっている。これは逆に義宣が暗殺を企てた家臣らを粛清して決着した（川井事件）。
義宣は秋田への減転封を機に一門及び譜代の家臣の知行を減少させ、その勢力を減殺し当主の権力を強化して新たな政策の実施と人材登用を可能にした。

### 大坂の陣での活躍
慶長19年（1614年）の大坂の陣では、義宣は徳川方として参陣した。義宣は慶長19年9月25日、参勤のため久保田城を出立していたがその途中、同年10月7日に大阪への出陣命令を受けた。これを受けて佐竹軍は同月15日以降、順次久保田城を出発し、江戸にいた義宣は同月24日に江戸を出発した。義宣が大阪へ到着したのは同年11月17日である。
義宣は玉造口に陣取り、上杉景勝とともに木村重成及び後藤基次が率いる軍勢と当たった。この際、渋江政光が戦死した（今福の戦い）。今福の戦いでの勝利は戦況に大きな影響を与えたので、幕府における佐竹軍の評価は高まった。大阪の役（冬の陣）において幕府から感状を受けたのはわずか12名であったが、うち5名を佐竹家中の者が占めたことからもそのことが分かる。

### 世嗣
義宣の妻は正室が正洞院（那須資胤の娘）、後室が大寿院（多賀谷重経の娘）、また側室が岩瀬御台（蘆名盛興の娘）など数人いたが、大寿院との間に生まれた男子が2人とも夭逝したため、世嗣たるべき実子はなかった。弟・蘆名義広の長男である盛泰を養子に取ることになっていたが、その盛泰も元和2年7月17日（1616年8月29日）に22歳で父に先立ち没した。そこで元和7年7月7日（1621年8月24日）、佐竹北家当主となっていた申若丸（佐竹義直、秋田転封後に生まれた義宣の末弟）を宗家へ引き上げて嫡子とした。これによって北家は一旦断絶したが、高倉永慶へ嫁いだ妹の第2子（佐竹義隣）を後に継嗣として入れ再興させた。
しかし寛永3年3月21日（1626年4月17日）、義宣は義直を廃嫡した。江戸城で行われた猿楽の見物中に義直が居眠りをし、義宣が政宗から注意されるという失態を演じたためであるという。義直は出家し、佐竹家から離縁された。
義直廃嫡1ヶ月後の4月25日、大御所・秀忠から亀田藩主の岩城吉隆（義宣の弟・岩城貞隆の子）を新たな継嗣にする許可を得た。親族とはいえ他藩の藩主を継嗣にするというのは大事ではあるが、これは義宣が秀忠から全幅の信頼を得ていたために可能となったものである。
6月、将軍・徳川家光、大御所・秀忠が後水尾天皇の二条城行幸に伴って上洛したが、義宣もこれに供奉して京の二条城に入った。その際に給仕女であったお田（真田信繁五女）を見そめて、義宣の仲介により実弟である多賀谷宣家の側室に向かい入れた。宣家はその後、亀田藩2代藩主・岩城宣隆となってお田は側室から継室になり、顕性院と呼ばれた。

### 晩年
寛永10年（1633年）1月25日、義宣は江戸神田屋敷で死去した。享年64。法名は浄光院殿傑堂天英大居士、墓所は秋田県秋田市泉三嶽根 天徳寺である。京都市の大徳寺玉林院（茶の湯の師・古田織部が葬られた所）にも義宣の墓所がある。

## 系譜
- 父：佐竹義重（1547-1612）
- 母：宝寿院殿広山宗陽大姉（法名） - 伊達晴宗の娘
- 正室：正洞院殿明室珠光大姉（法名） - 那須資胤の娘（一說は那須政胤の娘）
- 継室：大寿院殿恵琳昌智大姉（法名） - 多賀谷重経の娘
  - 男子：某 - 夭折
  - 男子：某 - 夭折
- 側室：岩瀬御台（俗稱）、昌寿院殿光円正瑞大姉（法名） - 二階堂盛義の養女、実は蘆名盛隆の娘（母は宝寿院の妹）
- 養子
  - 男子：佐竹義直（1612-1656） - 佐竹義重の五男
  - 男子：佐竹義隆（1609-1672） - 岩城貞隆の長男

## 墓所・遺品

### 墓所
- 天徳寺（秋田県秋田市） - 佐竹氏の菩提寺[61]

### 遺品
- 人色皮包仏胴黒糸威具足（秋田市立佐竹史料館所蔵）[62]

## 佐竹義宣を主題とする作品
小説
- 土居輝雄『常羽有情』全6巻（東洋書院、1991年）
- 近衛龍春『佐竹義宣―秀吉が頼り、家康が怖れた北関東の義将』（PHP文庫、2006年）
- 南原幹雄『名将 佐竹義宣』（角川文庫、2009年）
- 北原亞以子『楓日記　窪田城異聞』（文藝春秋、2010年）
- 志木沢郁『佐竹義重・義宣 伊達政宗と覇を競った関東の名族』（学研M文庫、2011年）

漫画
- 岩明均「雪の峠」（講談社、2001年、『雪の峠・剣の舞』収録）
- 河村恵利「団雪」（秋田書店、2011年、『追風用意の君』収録）